# Disaster Movie
Disaster Movie je americká komedie z roku 2008, parodující filmy jako např. Indiana Jones, Noc v muzeu, 10000 př. n. l., Wanted, Kung Fu Panda, Tahle země není pro starý, High School Musical, Hannah Montana, Kouzelná romance, Temný rytíř, Speed Racer, Superbad, Alvin a Chipmunkové, Love Guru či Dostaňte agenta Smarta. Měl by mít premiéru 29. srpna 2008.

## Děj
Skupina lidí se snaží najít bezpečí, když město zasáhnou všechny známe přírodní pohromy a další katastrofy, snaží se vyřešit různá tajemství, aby zastavili ničení.

## Úspěch
Recenze k filmu Disaster Movie byly velice negativní. Film získal 2% (59 recenzí) na Rotten Tomatoes, 15% (12 recenzí) na Metacritic; Entertainment Weekly dalo filmu hodnocení C+. Film je také v žebříčku 100 nejhorších filmů IMDB (umístil se na #24 příčce).
Na vyhlášení Zlatých malin bylo Disaster Movie nominováno v šesti kategoriích: Nejhorší snímek, 2x Nejhorší herečka ve vedlejší roli, Nejhorší režisér, nejhorší scénář, nejhorší pokračování & remake, ale ztratilo za Mike Myerse, Paris Hiltonovou a Uwe Bolla.